# 샤가프의 법칙

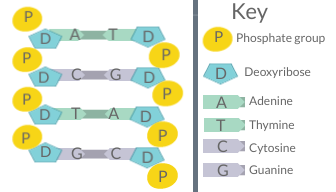
DNA 염기쌍 그림

샤가프의 법칙(Chargaff's rules)은 모든 유기체의 세포에서 나온 DNA에는 피리미딘과 퓨린 염기의 1 : 1 비율(기본 쌍 규칙)을 가져야 한다는 법칙이다. 좀 더 구체적으로 구아닌의 양과 사이토신의 양은 같아야하며, 아데닌의 양은 티민의 양과 같아야 한다. 이 패턴은 DNA의 두 가닥 모두에서 발견된다. 1940년대 후반 오스트리아 출신의 화학자 에르빈 샤가프(Erwin Chargaff)에 의해 발견되었다 .

## 정의

### 1차 동등 법칙
첫 번째 법칙은 이중 가닥 DNA 분자가 전 세계적으로, %A = %T 및 %G = %C 비율의 염기쌍 동일성을 가진다는 것이다. 이는 DNA 이중 나선 모델에서 염기쌍의 구성을 시사한다.

### 2차 동등 법칙
두 번째 법칙은 %A = %T 및 %G = %C가 두 DNA 가닥 각각에 대해 유효하다는 것이다. 이것은 단일 DNA 가닥에서 기본 조성물의 전체적인 특징만을 설명한다.

## 연구
샤가프의 법칙 중 두 번째 법칙은 생물 종마다 DNA의 A, G, T, C 염기의 상대적인 양이 다르다. DNA가 없는 것으로 추정된 분자 다양성의 이러한 증거는 DNA를 단백질보다 유전 물질에 대한 더 확실한 후보로 만들었다.
2006년, 이 규칙은 5가지 유형의 이중 가닥 게놈 중 4개에 적용됨을 보여주었다. 특히 진핵 생물의 염색체, 세균의 염색체, 이중 가닥 DNA 바이러스, 고균 염색체에 적용된다. 그것은 20-30kbp 보다 작은 세포 소기관의 게놈(미토콘드리아, 색소체)에는 적용되지 않으며 단일 가닥 DNA 바이러스 또는 모든 유형의 RNA 게놈에는 적용되지 않는다.
규칙 자체에 결과가 있다. 대부분의 세균의 게놈(일반적으로 80-90% 암호화 됨)에서 유전자는 암호화 서열의 대략 50%가 어느 가닥에 놓여지는 방식으로 배열된다. 1960년대 Wacław Szybalski는 박테리오파지의 암호화 서열에서 퓨린(A, G)이 피리미딘(C,  T)을 초과 함을 보여주었다. 이 규칙은 이후 다른 유기체에서 확인되었으며 아마도 Szybalski의 법칙으로 불릴 것이다. Szybalski의 법칙은 일반적으로 유지되지만 예외는 존재하는 것으로 알려져있다. Chargaff와 같은 Szybalski의 규칙에 대한 생물학적 근거는 아직 알려져 있지 않다.
샤가프의 두 번째 규칙과 Szybalski의 법칙의 결합 효과는 암호화 서열이 균등하게 분포되어 있지 않은 세균의 게놈에서 볼 수 있다. 유전 부호에는 64개의 코돈이 있으며, 이 중 3개는 종결 코돈(UAA, UAG, UGA)으로서 기능한다. 코돈과 아미노산의 수의 불일치로 인해 여러 코돈이 단일 아미노산을 코딩 할 수 있다. 이러한 코돈은 일반적으로 세 번째 코돈 염기만 다르다.
두 가닥에서 동일하지 않은 양의 코딩 서열을 갖는 게놈 내에서 코돈 사용의 다변량 통계 분석은 세 번째 위치에서의 코돈 사용이 유전자가 위치한 가닥에 의존한다는 것을 보여 주었다. 이것은 Szybalski와 샤가프의 법칙의 결과 일 것이다. 피리미딘에서의 비대칭 및 암호화 서열에서의 퓨린의 존재로 인해, 암호화 함량이 더 큰 가닥은 더 많은 퓨린 염기를 갖는 경향이 있다(Szybalski의 법칙).

## DNA에서 염기의 비율
다음 표는 Erwin Chargaff의 1952년 데이터의 대표적인 샘플로, 다양한 유기체의 DNA 기본 구성을 나열하고 샤갸프의 법칙을 모두 충족한다. 동일한 A/T 및 G/C로부터 상당한 변화를 갖는 φX174와 같은 유기체는 단일 가닥 DNA를 나타낸다.